# Hausen (Heimbach)
Hausen is een plaats in de Duitse gemeente Heimbach (Eifel), deelstaat Noordrijn-Westfalen, en telt 295 inwoners.

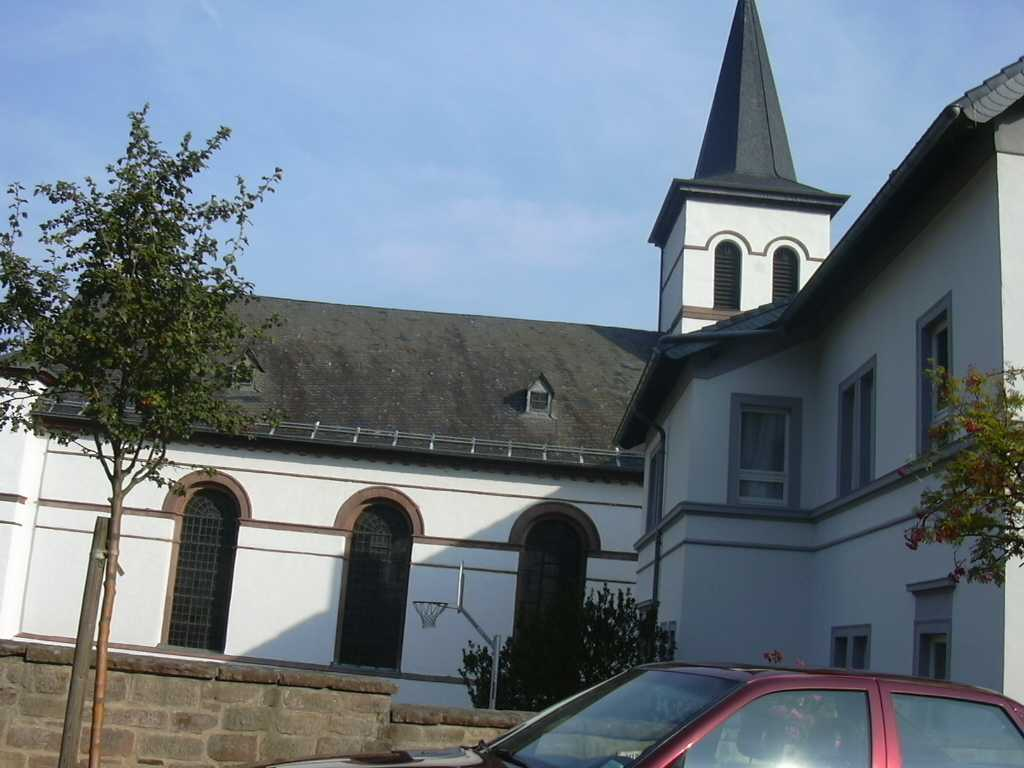
Kerk in Hausen
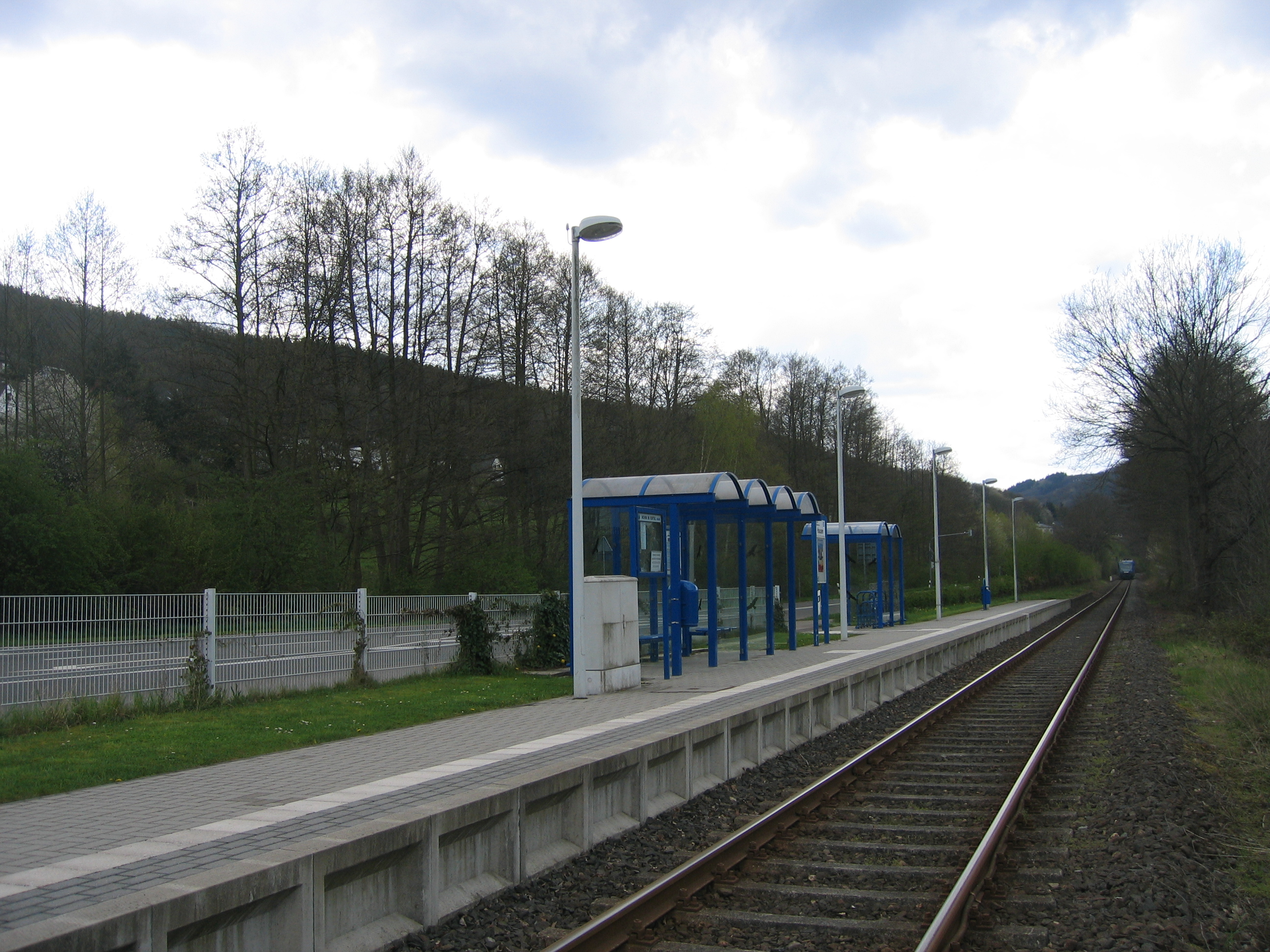
Station Hausen
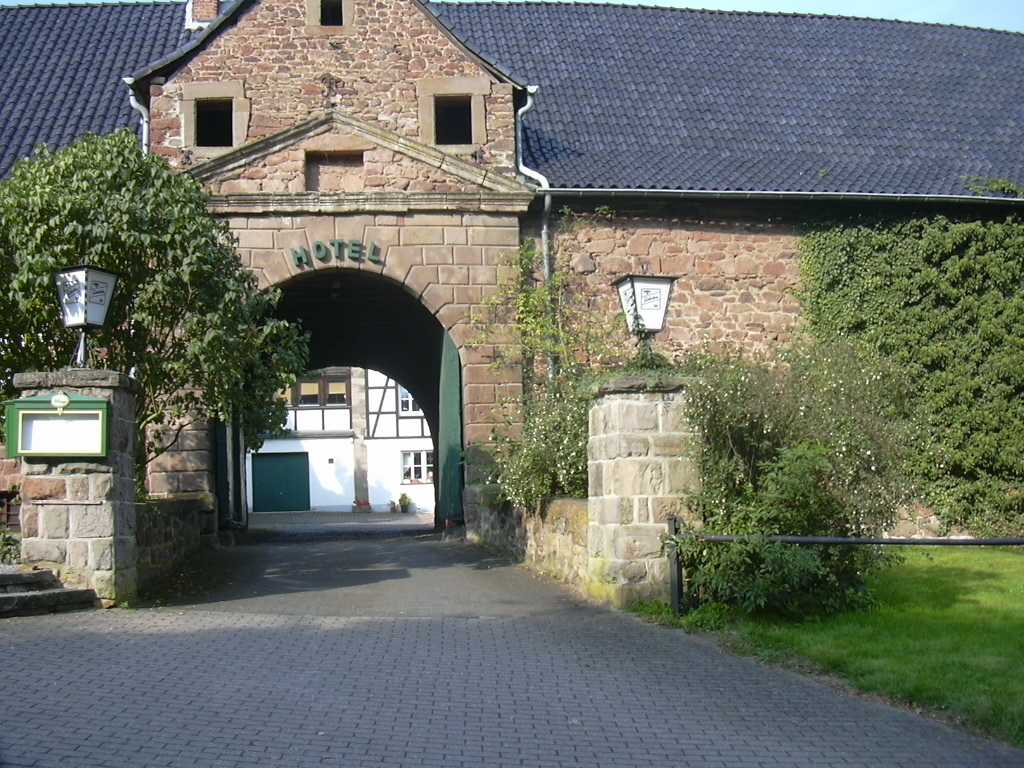
Slot in Hausen